# Gościszka (gromada)
Gościszka – dawna gromada, czyli najmniejsza jednostka podziału terytorialnego Polskiej Rzeczypospolitej Ludowej w latach 1954–1972.
Gromady, z gromadzkimi radami narodowymi (GRN) jako organami władzy najniższego stopnia na wsi, funkcjonowały od reformy reorganizującej administrację wiejską przeprowadzonej jesienią 1954 do momentu ich zniesienia z dniem 1 stycznia 1973, tym samym wypierając organizację gminną w latach 1954–1972.
Gromadę Gościszka z siedzibą GRN w Gościszce() utworzono – jako jedną z 8759 gromad na obszarze Polski – w powiecie mławskim w woj. warszawskim, na mocy uchwały nr VI/10/8/54 WRN w Warszawie z dnia 5 października 1954. W skład jednostki weszły obszary dotychczasowych gromad Bagienice Duże, Bagienice Nowe, Gościszka i Gościszka-Baraki ze zniesionej gminy Zielona w tymże powiecie. Dla gromady ustalono 10 członków gromadzkiej rady narodowej.
1 stycznia 1956 gromada weszła w skład nowo utworzonego powiatu żuromińskiego w tymże województwie.
31 grudnia 1959 z gromady Gościszka wyłączono (a) wsie Bagiennice Duże i Bagiennice Nowe, włączając je do gromady Sarnowo oraz (b) wieś Gościszka-Baraki, włączając ją do gromady Zielona w tymże powiecie, po czym gromadę Gościszka zniesiono a jej (pozostały) obszar włączono do gromady Kuczbork Osada tamże.